# Фоминичи (Воронежская область)
Фоминичи — посёлок Верхнехавского района Воронежской области.
Входит в состав Верхнемазовского сельского поселения.

## География

### Улицы
- ул. Советская.

## Население
| 2000 | 2005 | 2010 |
| ---- | ---- | ---- |
| 36   | ↗37  | ↗38  |